# 송강 (배우)
송강(宋江, 1994년 4월 23일~)은 대한민국의 배우이다.
2017년 tvN 드라마 《그녀는 거짓말을 너무 사랑해》로 연예계에 데뷔했다. 이후 드라마 《밥상 차리는 남자》, 《악마가 너의 이름을 부를 때》와 영화 《뷰티풀 뱀파이어》등의 작품에서 작은 역할을 거친 후, 경력을 쌓아갔다. 2019년 넷플릭스 화제작 《좋아하면 울리는》에서 감정에 솔직한 직진남 황선오 역할과 이듬해 출연한 《좋아하면 울리는》과 《스위트홈》이 연이어 전세계적으로 많은 인기를 끌면서 일약 스타덤에 올랐다. 송강은 이후 드라마 《나빌레라》, 《알고있지만,》(2021), 《기상청 사람들: 사내연애 잔혹사 편》(2022), 《마이 데몬》(2023)에 출연했다.

## 성장 과정 및 교육
송강은 1994년 6월 23일 경기도 수원시 팔달구에서 기계 체조 출신 아버지와 피아노 교사인 어머니 사이에서 2남 중 장남으로 태어났다. 그의 할아버지 또한 씨름 선수 출신이다. 그의 이름의 외자로, 한자는 강 강(江) 자를 쓴다. 이름에 관련된 일화로는 집안에서는 대대로 근자 돌림을 쓰기 때문에 그가 태어났을 당시 친할아버지가 지어주신 이름은 '송강근'이었지만 아들의 이름을 받아든 아버지가 이름이 마음에 들지 않아 '근'자를 빼버렸다고 한다. 그는 어머니에게 피아노를 처음 배웠고, 초등학생 시절에는 피아노 콩쿠르 대회에서 다수의 상을 수상했었다.

그는 평소 인테리어, 설계도를 보는걸 좋아해서 건축과 설계에 뜻을 가졌었지만 공부에 대한 장벽을 느끼고 포기한 상태에서 1년 정도 시간을 보내게 되었고, 고등학교 졸업 후에 주위 친구들과 달리 대학교에 진학하지 않아 마음이 허한 상태였다고 한다. 그런 와중에 우연히 영화 《타이타닉》를 보고 레오나르도 디카프리오의 눈빛이 너무 좋아, 그 눈빛에 반해 막연히 연기를 하고 싶다는 마음이 들게 되었다. 처음으로 부모님께 연기를 하고 싶다고 말씀드렸을 때 어머니는 “힘든 일은 하지 말라”고 반대했지만, 아버지는 “하고 싶은 일이라면 도전해보라”고 흔쾌히 받아들여 주셨다고 한다. 그렇게 연기의 꿈을 갖고 입시를 준비하게 되면서 처음 연기학원에 등록하고 나서는 막상 계속할 수 있을지 고민도 했었지만 '한 달만 채우자'라는 마음으로 버티다 보니 차츰 연기가 좋아지고 익숙해져서 끝까지 해 봐야겠다는 다짐을 했다고 한다. 송강은 한 언론 인터뷰에서 배우의 꿈을 꾸게 된 계기에 대해 다음과 같이 언급했다. 
| “ | “고등학교를 졸업한 뒤 대학에 가질 않았어요. 친구들은 대학생활하느라 바쁜데, 전 아무것도 안 하니 점점 허해지더라고요. 엄마도 기술이나 배워서 남들처럼 살면 좋겠다고 했고요. 그러던 중에 TV에서 ‘타이타닉’을 우연히 봤는데, 레오나르도 디카프리오의 눈빛에 확 반해버렸어요. ‘아, 나도 연기를 하고 싶다’는 생각을 그때부터 하게 됐고요.” | ” |
|   | — 스포츠경향 2019년 9월 4일자 기사 중 |   |

연극영화과 입시 결과로 한양대학교와 건국대학교를 수시로 동시 합격했다. 학교 입학 후에 배우가 되기 위해 선배들에 조언을 구하였고, 당시 선배 정시현의 조언에 따라 회사를 찾던 중 나무엑터스와 인연이 닿게 되었다. 인터뷰에서 밝히길 회사 오디션을 다섯 차례나 봤다고 한다. 송강은 회사 입사 후에 데뷔가 늦여졌던 것에 대해 “철이 없었던 것 같아요. 오디션을 5차까지 보고 힘들게 회사(나무엑터스)에 들어왔는데 또 이제 다 됐다 하면서 나태해진 걸 보면. 큰 회사에 들어갔으니 연기도 배우고 작품도 많이 할 수 있겠다 싶어 안심하는 사이에 다시 1년여의 시간이 흘러가 버렸고, (결국 회사로부터) 이렇게 할 거면 그만둬라는 말을 듣고 정신을 차렸어요.”라고 말했다.

## 학력
- 삼일중학교 (졸업)
- 창현고등학교 (졸업)
- 건국대학교 예술디자인대학 (영상영화학 14학번 / 학사)

## 경력

### 2017–2018: 초기 경력
송강은 2017년 3월 tvN 드라마 《그녀는 거짓말을 너무 사랑해》에서 여주인공 소림(조이 분)의 소꿉친구 절친이자 소림과 함께 밴드 머시앤코를 결성하는 고등학생으로 늘 티격태격하는 소림을 짝사랑하지만 마음을 고백하지 못해 가슴앓이를 하는 백진우 역으로 데뷔하며 첫 연기활동을 시작했다. 이후 같은 해 9월부터 2018년 3월까지 MBC 드라마 《밥상 차리는 남자》에서는 정화영(이일화 분)의 둘째 아들이자 정태양(온주완 분)의 이부동생으로 성격은 내성적이고 참한 고3 수험생과 유도부 부원인 동시에 셀프 네일아트와 뜨개질이라는 반전 취미를 가진 김우주 역을 연기했다.
2018년 2월 18일부터는 음악 방송 《SBS 인기가요》의 MC로 발탁되어 다이아의 멤버 정채연, 세븐틴의 민규와 동년 10월 28일까지 8개월여간 진행하였다.
2018년 2월 웹드라마 뷰티풀 뱀파이어에 정연주와 남녀주인공으로 캐스팅되었다. 송강은 말할 때마다 짧은 영어를 쓰는 독특한 습관을 가진 매력적인 인물 이소년 역을 연기했다. 이 작품은 동년 6월 모바일 플랫폼 oksusu에서 단독 공개된 후 꾸준한 호평과 입소문을 타게 되면서 73분 영화로 재편집되어 제22회 부천국제판타스틱영화제에 초정되었으며, 7월 13일 첫 공개 되었다. KBS 1TV 독립영화관을 통해서도 방영 되었다.

### 2019-2020:좋아하면 울리는,스위트홈차세대 라이징 스타로 주목 받게 된 역할들

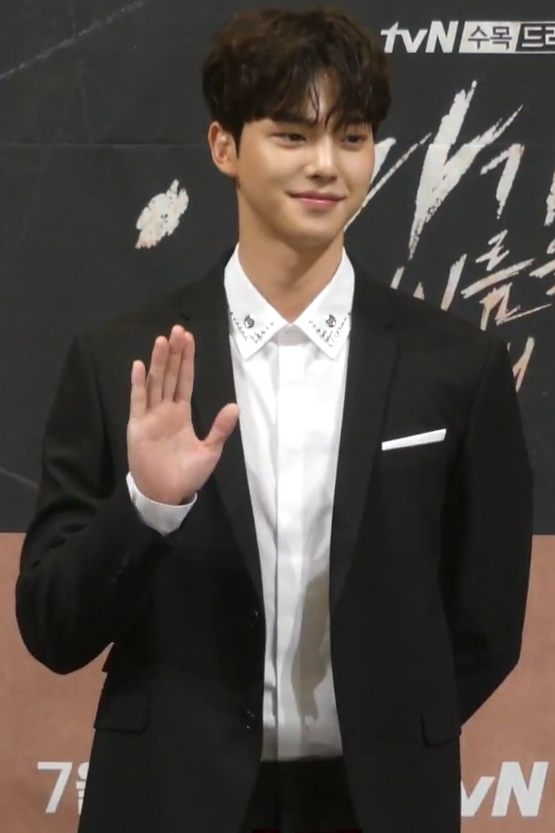
2019년 7월, 《악마가 너의 이름을 부를 때》 제작발표회에서 송강.

2019년 2월 송강은 tvN 드라마 《악마가 너의 이름을 부를 때》에 캐스팅 되며 이전의 역할과는 다른 장르물에 첫 도전했다. 그는 하립(정경호 분)의 신예 어시스턴트로 꿈을 좇아 몬테네그로에서 한국으로 가출을 감행한 4차원 소년 루카 역을 맡아 연기했다. 극 중 오랜 시간 갈고 닦은 연주 실력으로 못 다루는 악기가 없는 음악 천재라는 캐릭터를 소화하기 위해 어릴적 피아노 선생님이던 어머니에 배웠던 피아노를 작품을 위해서 다시 배웠다고 한다.

2019년 8월 넷플릭스 오리지널 드라마《좋아하면 울리는》에서 김조조(김소현 분)에게 거침없이 직진하는 초절정 인기 모델 고등학생 황선오 역을 연기했다. 송강의 첫 주연 작품으로 유명 만화가 천계영의 동명 웹툰을 원작으로 하는 영향에선지 캐스팅 당시 '선오'의 배역의 경쟁률은 무려 1200:1이었다고 알려졌다. 공개 직후 한 인터뷰에 따르면 출간된 만화책을 사서 볼 정도로 원작 팬이었다고 하며, 이전까진 막연히 스타가 되고 싶다는 생각이 더 컸었지만 이 작품을 계기로 자신감도 생기고 동료들과 소통하면서 연기의 재미를 알게 되었다고 말하고 있다. 원작 웹툰도 워낙에 인기가 있었지만 각색을 더한 드라마판에선 원작 웹툰 속 선오가 튀어나온 듯한 모성 본능을 자극하는 ‘선오파’의 엄청난 지지를 받을 정도로 국내뿐만 아니라 해외 팬들에게도 송강이라는 배우의 얼굴을 알리는 계기가 되었고 송강의 외모 자체가 '개연성'이자 '설득력'이라는 찬사를 들을 만큼 대중들의 이목을 끌었다. 연출을 맡은 이나정 감독은 송강을 캐스팅한 이유에 대해 다음과 같이 언급했다. 
| “ | “처음에 보고 모델 혹은 아이돌인 줄 알았다. 그런데 배우만 준비했다더라. 매 오디션마다 모습이 다양하게 변했는데 자신감 넘치고 해맑은 모습에 매력을 느꼈다.” | ” |
|   | — 엑스포츠뉴스 2016년 8월 10일자 기사 중 |   |

2019년 4월 송강은 넷플릭스 오리지널 드라마 《스위트홈》에 캐스팅 됐다. 송강은 전작 이나정 감독 추천으로 '스위트홈' 오디션을 보고 합류하게 되었다. 이 작품에서 그는 자살만을 꿈꾸며 폐인처럼 살다온 은둔형 외톨이에서 그린홈 주민들의 유일한 희망이자 동시에 위협적인 존재가 되어 버린 고등학생 차현수 역을 연기했다. 히키코모리의 성향을 시각적으로 표현하기 위해 현실의 송강은 건장한 체격을 지녔지만, 현수는 왜소해야 했기에 송강은 몸집이 작아 보이려 어깨를 굽히고 한껏 웅크리고 체중도 감량했다. 현수가 짝짝이 양말을 신은 것도 직접 제안한 아이디어라고 한다. 이전 작품에서의 꽃미남 이미지와는 달리 더벅머리, 다크서클 그리고 다 헤진 운동복까지 은둔형 외톨이의 정석을 보여주고 괴물들과의 박진감 넘치는 사투를 벌이는 이제껏 보지 못한 강렬한 액션 연기를 선보이면서 이미지 변신에도 크게 성공했다는 평을 받았으며, 배우로서도 단번에 스타덤에 오르게 되었다. 송강은 이 드라마에 캐스팅 되면서 배우 인생의 전환점을 맞이했고, 본인 스스로도 '스위트홈'을 기점으로 감정 폭이라든가 다각적으로 표현하는 방식에 대한 고민도 늘어나고 작품을 표현하는 방법에 대한 이해도가 높아진 것 같다고 말하고 있다. 이후 인터뷰에서 가장 기억에 남는 작품으로 꼽고 있다. 2020년 12월 18일에 첫 공개되어, 한국을 포함한 전 세계 13개국 1위, 70개국 이상 TOP10 진입, 작품 공개 4주 만에 전 세계 2,200만 유료 구독 가구가 시청하는 등 선풍적인 인기를 끌었다. 특히 '크리처물'이라는 장르 한계성을 뛰어넘어 한국 시리즈 사상 최초로 미국 넷플릭스 TOP10에 진입하면서 K-크리처물의 탄생을 알리며 많은 사랑을 받았다. '도깨비', '태양의 후예', '미스터 선샤인' 등을 만든 연출의 대가 이응복 감독은 300억원 대작에 신예 송강을 캐스팅한 것에 대해 다음과 같이 언급했다. 
| “ | “우연치 않게 캐스팅 했다. '좋아하면 울리는'에 제 후배 연출자의 추천으로 오디션을 봤는데 감정이 좋았다. 극 중 차현수 느낌과 흡사하다는 느낌을 받았다. 자신감을 갖고 그 친구도 자신감을 갖게 됐다. 그래서 지금까지 잘 마칠 수 있었던 것 같다.” | ” |
|   | — 스타뉴스 2020년 12월 16일자 기사 중 |   |

'스위트홈'으로 연달아 넷플릭스에서만 두 작품에 출연하면서 ‘넷플릭스의 아들’이라는 수식어를 얻게 되었는데, 이에 대해 “너무 감사한 일이다. 앞으로도 더 좋은 수식어들을 얻기 위해 더 많이 노력해야겠다고 생각한다.”라고 말했다. 송강은 이 작품으로 2021 아시아 콘텐츠 어워즈 ACA 액셀런스 어워드상을 수상했으며, 백상예술대상 TV부문 신인상 후보에 올랐다.

### 2021-현재:알고있지만,마이 데몬한류스타로 자리매김
2021년 상반기에 방송한 tvN 드라마 《나빌레라》에서 한부모 가정에서 자란 소박하고 순수한 청년으로 뒤늦게 시작한 발레에 남다른 재능을 갖고 있지만, 현실 때문에 방황하는 청년 이채록 역을 맡아 연기했다. 동명의 웹툰을 원작으로 나이 일흔에 발레를 시작한 심덕출(박인환 분)과 스물셋 꿈 앞에서 방황하는 발레리노 이채록의 성장을 그린 작품으로 '나빌레라' 전에는 춤이란 걸 춰본 적이 없는 사람이였지만 난생 처음으로 춤을 배웠고, 6개월이라는 길지 않았던 연습 기간에도 자연스러운 발레 장면들과 좋은 표정과 선을 살리기 위해 표정 위주의 이미지 메이킹을 하고 끊임없이 영상들을 모니터링을 하면서 촬영에 임했다고 한다. 시청률 면에서는 성공하지는 못했지만 극 중 제자가 된 할아버지 심덕출과 그 가족과의 교감, 아버지와의 관계에서 보여주는 모습들이 시청자들에게 웰메이드 드라마로 극찬받았고, 송강은 섬세하면서도 깊이 있는 눈빛 연기로 평단의 호평을 끌어냈다.

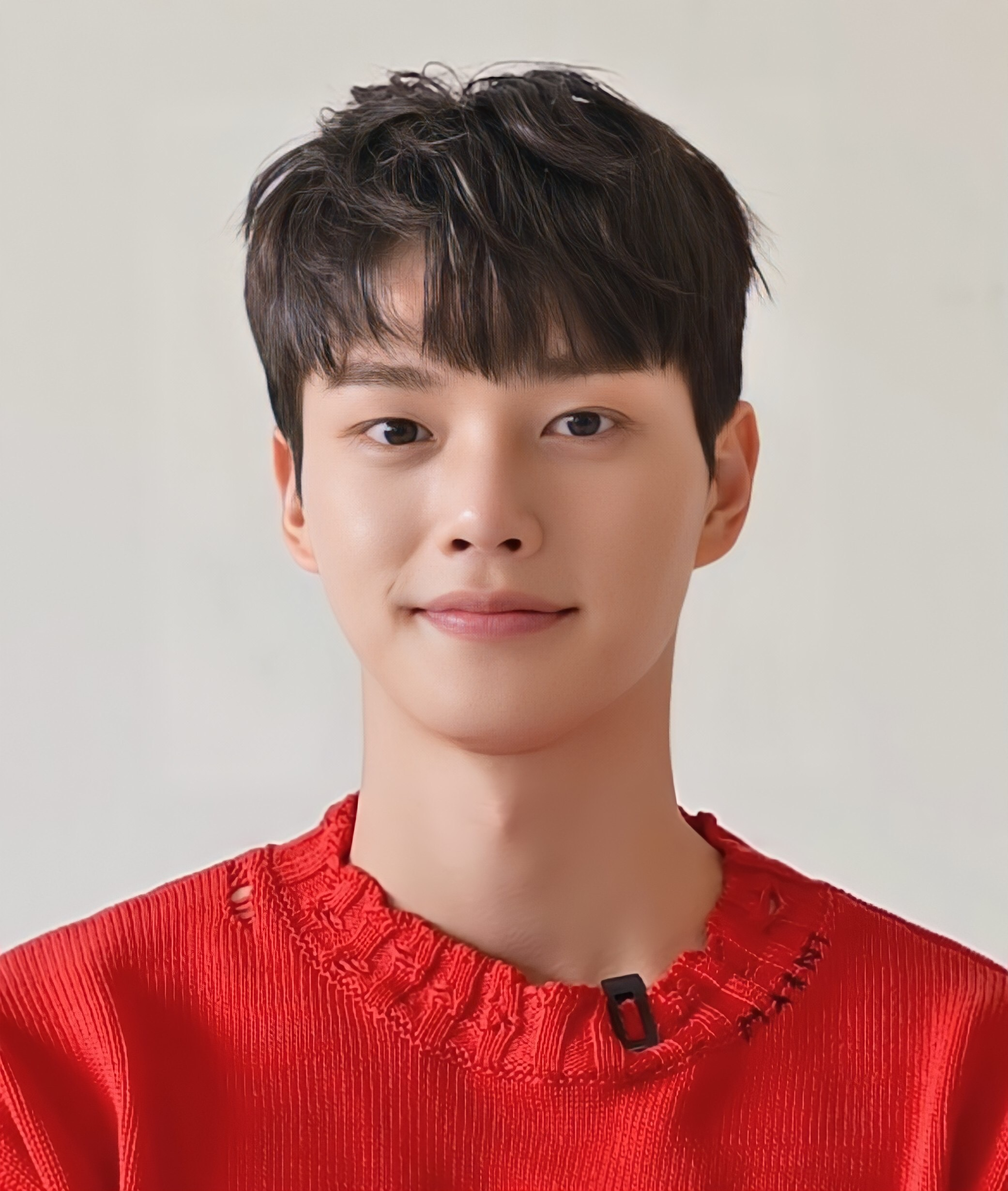
2021년 8월, 인터뷰 중인 송강.

다음 공개작으로 지난 2019년 8월에 공개되어 대한민국 하이틴 로맨스의 계보를 새로이 쓰며 다음 시즌 제작이 확정된 넷플릭스 오리지널 드라마 《좋아하면 울리는 시즌 2》가 공개 되었다. 이 작품은 코로나 19 확산 여파로 인해 온라인으로 제작발표회가 진행 되었으며, 송강은 시즌 2에 참여한 소감을 다음과 같이 말했다. 
| “ | “시즌 1에서는 풋풋하고 순수함을 가지고 있지만 첫사랑 조조와 이별에 상처받고 아파한다. 곁을 떠나지만 시즌 2에서는 내면적으로 단단해지지만, 어른스러운 선오 모습을 볼 수 있을 것이다. 시즌 1에서 갈등을 극복해야 해서 눈물을 많이 흘렸다. 선오에 대한 애정이 커서 시즌 2를 한다는 소식을 듣고 시즌 1을 하루도 빠짐없이 봤다. 눈물신 연기하는데 선오 마음이 와 닿아 마음 아프게 연기했다.” | ” |
|   | — 매일경제 2021년 3월 8일자 기사 중 |   |

열일 행보를 이어가던 송강은 차기작으로 미술대학 캠퍼스를 배경으로 하는 청춘 로맨스물인 JTBC 드라마 《알고있지만,》을 선택했다. 이 작품에서 그는 훤칠한 외모와 독보적인 매력으로 연애는 성가셔도 썸은 타고 싶은 마성의 미대생으로 타인에게 속내를 내보이지 않으며 꾸며진 다정함으로 일관하는 박재언 역할을 맡아 유나비(한소희 분)를 만난 후 완벽하게 '알고 있다'고 믿었던 자신의 세계가 흔들리는 것을 경험하고 요동치는 감정들에 혼란스러워하면서 사랑의 감정을 깨닫게 되는 인물을 연기했다. 전세계에서 넷플릭스 동시 방영 이후, 일본 젊은 층 사이에서 선풍적인 인기를 끌면서 드라마의 인기와 함께 일본 내에서 송강의 인지도도 큰 폭으로 상승하면서 차세대 한류 스타로 떠올랐다. 그 외에 22개국 10위권에 올랐으며, 한국을 포함한 태국, 말레이시아, 필리핀, 싱가포르 등 8개국에서 1위에 오를 정도로 인기를 끌었다
2022년 송강은 지난해 일찌감치 출연 확정을 지은 JTBC 드라마 《기상청 사람들: 사내연애 잔혹사 편》에서 기상청 총괄 2과 특보 담당 이시우 역을 맡아 연기했다. 2021년 하반기부터 사전제작으로 진행되었다. 연출은 맡은 차영훈 감독은 순수하고 해맑은 이시우와 송강이 매우 닮았있다고 언급했으며, 극 중 실제 장난기 많고 귀엽고 천진난만한 성격과 가장 가까운 역할을 맡아 시청자들에게 잘 어울린다는 호평을 받았다.
송강은 2023년 1월, 하반기에 방영 예정인 SBS 드라마 《마이 데몬》에 캐스팅되었다. 데뷔 이후 첫 지상파 주연작으로 군입대를 앞두고 입대 전 마지막으로 촬영한 작품이다. 송강은 이 작품에서 모든 면에서 인간보다 상급의 존재지만 재벌 상속녀인 도도희(김유정 분)와 엮이게 되면서 능력을 상실하게 되는 악마 정구원 역할을 연기했다. 그는 촬영을 앞두고 악마 이미지는 샤프한 느낌이어야 할 것 같다는 생각에 10kg 감량해 64~65kg 정도로 몸을 만들어 촬영에 임했다고 밝혔다. 시청률 면에서는 다소 부침을 겪었으나 화제성에서 4주 연속 1위를 기록하였고, 송강도 드라마 출연자 화제성 3주 연속 1위에 올랐다. 넷플릭스에서 동시 방영 되어 방영 초반부터 글로벌 비영어권 TV 부문 2위에 올랐으며, 특히 4회 방송 이후 브라질, 칠레, 인도네시아, 일본, 말레이시아, 멕시코, 필리핀, 대만, 베트남 등 전 세계 24개국에서 1위를 차지하였고, 85개국에서 TOP10에 오르며 글로벌적으로 많은 사랑을 받았다. 연기 면에서도 로맨스 연기로 무르익은 모습을 보여주는 것에 더 나아가 입체적이고 진취적인 캐릭터 연기를 선보인 송강은 SBS 연기대상에서 베스트 커플상과 미니시리즈 멜로/로맨틱 코미디 부문 남자 최우수 연기상을 수상했다.
동년 12월에는 지난 2020년 12월 공개된 넷플릭스 오리지널 드라마 《스위트홈》의 전세계 흥행에 힘입어 후속 시즌 제작이 결정되면서 약 3년 만에 차현수 역할로 컴백하게 되었다. 2023년 3월 무렵 시즌 2, 시즌 3의 약 1년간의 촬영 대장정을 동시에 마쳤으며, 시즌 1이 아파트라는 공간 안에서 기괴하고도 충격적인 괴물들과 맞닥뜨리는 이야기를 중심으로 전개되었다면 시즌 2는 아파트를 떠나 새로운 존재들과의 사투를 중심으로 하고 있다. 《스위트홈 시즌 2》는 그의 입대 전 마지막 작품으로 2023년 12월 1일에 첫 공개되었다. 이응복 감독은 시즌 1의 송강과 시즌 2의 송강을 두고 3년이란 시간 동안 정말 많이 성장했다고 표현했는데 송강 스스로도 3년간 다양한 작품을 하면서 책임감과 무게감이 생겼다고 칭찬했다.

2024년 2월 29일 소속사 측은 송강이 오는 4월 2일 육군 현역으로 입대한다고 공식 발표했다. 그리고 입대를 하루 앞두고 자신의 공식 팬카페에 자필 손편지를 남기며 팬들에게 감사함을 전했다. 
| “ | “송편! 어디서부터 무슨 말을 꺼내야 할지 고민이네요...! 기사로 다들 보셨겠지만 드디어 갑니다! 2017년 데뷔때부터 그리고 그 이후에도 사랑해주신 송편들! 항상 여러분들이 있기에 제가 있는것 같아요. 정말 많은 추억, 세월들이 주마등처럼 지나가는 요즘 입니다. 저는 요즘 자기 전 항상 감사일기를 쓰곤 하는데요. 우리 송편이들의 감사한 일들이 너무 많더라구요. 생일, 기념일, 팬미팅 등등 저의 20대를 의미있는, 뜻깊은 시간들로 채워줘서 너무 감사한 마음뿐이에요. 저는 이제 잠깐동안 여러분 곁에 없겠지만, 시간은 금방 돌아오니까. 그때 또 다시 감사한 그리고 건강한 마음으로 직접 봤으면 좋겠어요. 그때가 온다면 지금보다 더 행복한 모습으로 뵈어요. 저는 군대에 가서 하고싶은 것들이 많은데 그 중 하나가 새로운 언어 배우기에요. 그 일년반이라는 시간을 헛되이 보내지않으려구요. 우리 송편이들도 그 기간동안 쭈욱~ 하고 싶은 일, 나를 찾는 일 등등 뜻 깊은 많은 시간들이 됐으면 좋겠습니다. 송편의 뜻은 송:강, 편:팬 이렇게 의미있는 이름이니, 서로가 서로를 생각하며 , 저는 늘 있겠습니다! 건강히 조심히 행복하게 다녀올게요! 송편이들 사랑합니다! 늘 요..” | ” |
|   | — 스포티비뉴스 2024년 4월 1일자 기사 중 |   |

《스위트홈 시즌 3》는 2024년 2분기에 공개될 예정이다.

## 개인 생활
배우는 부업이고 본업은 헬스인이라고 불릴 정도로 헬스 운동을 좋아한다. 일주일에 세 번 정도 운동하면서 땀을 빼고, 쉬는 날엔 헬스장에 주로 가서 웨이트 후 유산소 운동을 즐겨 한다고 하며, 한때 벌크업을 했더니 소속사 측에서 화면에 너무 크게 나오니 벌크업을 하지 말라고 해서 10kg를 감량했다고 한다.
일주일에 적어도 하루는 꼭 집에 있는 집돌이다. 아침형 인간으로 혼자서 시간 보내는 걸 좋아하고, 혼자 생각할 땐 방해가 되지 않게 습관적으로 휴대폰을 무음으로 해놓고 있는 편. 그런 시간들이 없으면 스트레스를 많이 받게 된다고 한다. 집에서는 유튜브, 영화, 책, 음악 감상 등을 하고 있으며, 최근에는 추리소설에 빠져 있다고 한다. 스케줄이 없는 날에는 피아노 연주를 하고, 그 외엔 독서, 게임, 드라이브, 등산 등을 즐긴다고 한다. 인스타에 정가람과 자전거 하이킹에 나선 게시물을 올리기도 했다.

## 작품 목록

### 드라마
| 연도      | 방송사/플랫폼 | 제목                              | 역할            | 비고           |
| --------- | ------------- | --------------------------------- | --------------- | -------------- |
| 2017      | tvN           | 그녀는 거짓말을 너무 사랑해       | 백진우          | 16부작, 데뷔작 |
| 2017~2018 | MBC           | 밥상 차리는 남자                  | 김우주          | 50부작         |
| 2019      | tvN           | 진심이 닿다                       | 퀵서비스 직원   | 13화, 특별출연 |
| 2019      | tvN           | 악마가 너의 이름을 부를 때        | 루카            | 16부작         |
| 2019      | 넷플릭스      | 좋아하면 울리는 시즌 1            | 황선오          | 8부작          |
| 2020      | 넷플릭스      | 스위트홈 시즌 1                   | 차현수          | 10부작         |
| 2021      | 넷플릭스      | 좋아하면 울리는 시즌 2            | 황선오          | 6부작          |
| 2021      | tvN           | 나빌레라                          | 이채록          | 12부작         |
| 2021      | JTBC          | 알고있지만,                       | 박재언          | 10부작         |
| 2022      | JTBC          | 기상청 사람들: 사내연애 잔혹사 편 | 이시우          | 16부작         |
| 2023      | SBS           | 마이데몬                          | 정구원 / 서이선 | 16부작         |
| 2023      | 넷플릭스      | 스위트홈 시즌 2                   | 차현수          | 8부작          |
| 2024      | 넷플릭스      | 스위트홈 시즌 3                   | 차현수          | 부작           |

### 영화
| 연도 | 제목            | 역할   | 감독   | 비고            |
| ---- | --------------- | ------ | ------ | --------------- |
| 2018 | 뷰티풀 뱀파이어 | 이소년 | 정은경 | oksusu 웹드라마 |
| 2024 | 탈주            | 선우민 | 이종필 | 특별출연        |

## 그 외 활동

### 방송

#### 텔레비전 프로그램
| 연도 | 방송사 | 제목                 | 역할       | 날짜                  | 비고                              |
| ---- | ------ | -------------------- | ---------- | --------------------- | --------------------------------- |
| 2018 | SBS    | SBS 인기가요         | MC         | 2월 18일 ~ 10월 28일  | 945~979회, 정채연, 민규 공동 진행 |
| 2018 | tvN    | 짠내투어             | 게스트     | 6월 16일 ~ 6월 30일   | 28회~30회, 미국 샌프란시스코 편   |
| 2018 | KBS2   | 해피 투게더 4        | 게스트     | 9월 27일 ~ 10월 5일   | 556회~557회                       |
| 2018 | SBS    | 미추리 8-1000 시즌 1 | 고정 출연  | 11월 16일 ~ 12월 21일 | 6부작                             |
| 2019 | SBS    | 미추리 8-1000 시즌 2 | 고정 출연  | 2월 15일 ~ 3월 22일   | 6부작                             |
| 2020 | SBS    | 런닝맨               | 게스트     | 12월 13일             | 533회                             |
| 2024 | Mnet   | I-LAND2 : N/a        | 스토리텔러 | 4월 18일 ~ 6월 6일    | 11부작                            |

#### 유튜브 콘텐츠
| 연도 | 방송사            | 제목              | 역할      | 날짜                | 비고         |
| ---- | ----------------- | ----------------- | --------- | ------------------- | ------------ |
| 2018 | 스튜디오 룰루랄라 | 이옵빠몰까 시즌 2 | 고정 출연 | 3월 14일 ~ 3월 24일 | JTBC 웹 예능 |
| 2023 | TEO               | 살롱드립2         | 게스트    | 1월 28일            | 17회         |

#### 라디오 프로그램
| 연도 | 방송사      | 제목              | 역할   | 날짜      | 비고               |
| ---- | ----------- | ----------------- | ------ | --------- | ------------------ |
| 2018 | SBS 파워FM  | 박소현의 러브게임 | 게스트 | 3월 7일   |                    |
| 2018 | SBS 파워FM  | 박소현의 러브게임 | 게스트 | 7월 4일   |                    |
| 2018 | SBS 파워FM  | 박소현의 러브게임 | 게스트 | 9월 5일   |                    |
| 2019 | 네이버 나우 | 나무엑터스 위크   | 호스트 | 12월 16일 | 이태선과 공동 진행 |

### 뮤직 비디오
| 연도 | 가수     | 노래(곡)                 | 비고   | 공식 유튜브 |
| ---- | -------- | ------------------------ | ------ | ----------- |
| 2017 | 디에이드 | 달콤한 여름밤            | [ 70 ] | 유튜브      |
| 2017 | SURAN    | Love Story (Feat. CRUSH) | [ 71 ] | 유튜브      |
| 2019 | 바이브   | 이 번호로 전화해줘       | [ 72 ] | 유튜브      |

### 광고
| 연도      | 기업명                                 | 제품명                         | 품목              | 국가          | 공동 출연                      |
| --------- | -------------------------------------- | ------------------------------ | ----------------- | ------------- | ------------------------------ |
| 2017      | KT                                     | Y24 요금제                     | 통신사            | 대한민국      |                                |
| 2017      | KT                                     | GiGA Genie                     | 통신사            | 대한민국      |                                |
| 2017      | (주)투쿨포스쿨                         | 투쿨포스쿨                     | 화장품            | 대한민국      |                                |
| 2017      | 한국코카콜라                           | 코카콜라 겨울 캠페인 지면 광고 | 음료              | 대한민국      | 박보검, 김연아, 정호연, 유리   |
| 2018      | 하이트진로                             | 필라이트                       | 주류              | 대한민국      |                                |
| 2018      | 제이에스티나                           | 미오엘로(Mioello)              | 주얼리            | 대한민국      |                                |
| 2018~2019 | 천사연구소                             | 아르투아                       | 퍼퓸 로션         | 대한민국      |                                |
| 2018~2019 | (주)헨어스                             | 에드윈                         | 의류              | 대한민국      | 김영대, 임다비                 |
| 2019~2020 | (주)세정과미래                         | NII                            | 의류              | 대한민국      |                                |
| 2020      | (주)플라톤벤쳐스                       | 파인드카푸어                   | 잡화              | 대한민국      |                                |
| 2020~2021 | (주)에프앤에프                         | 바닐라코                       | 화장품            | 대한민국      |                                |
| 2021      | (주)엠케이코리아                       | 머렐                           | 아웃도어          | 대한민국      |                                |
| 2021      | (주)비바스튜디오                       | 키르시                         | 의류              | 대한민국      | 최초 뮤즈 발탁                 |
| 2021      | 롯데칠성음료                           | 칠성사이다 제로                | 음료              | 대한민국      | 이준기, 강기영, 박은빈, 박민영 |
| 2021      | STAR VISION                            | 카린(CARIN)                    | 아이웨어          | 대한민국      | 최초 남성 뮤즈 발탁            |
| 2021      | 서울관광재단                           | 비짓서울 Beauty inside Seoul   | 관광홍보          | 대한민국      |                                |
| 2021      | 컴투스                                 | 서머너즈 워 : 백년전쟁         | 모바일 게임       | 대한민국      |                                |
| 2021~2022 | Benefit Cosmetics LVMH                 | 베네피트                       | 화장품            | 대한민국      |                                |
| 2021~2022 | 한국인삼공사                           | 정관장 홍삼정 에브리타임       | 건강기능식품      | 대한민국      |                                |
| 2021~2022 | (주)알볼로에프앤씨                     | 피자알볼로                     | 피자 프랜차이즈   | 대한민국      |                                |
| 2021~2022 | (주)지오다노                           | 지오다노                       | 의류              | 대한민국      |                                |
| 2021~2024 | (주)오브이코스                         | 디오프러스(Deoproce)           | 화장품            | 필리핀        |                                |
| 2022      | Realfood                               | 리얼푸드젤리                   | 식품              | 인도네시아    |                                |
| 2022      | KB국민은행                             | KB리브모바일                   | 금융              | 대한민국      | 김도연                         |
| 2022      | (주)공차코리아                         | 공차                           | 음료              | 대한민국      |                                |
| 2022      | PENSHOPPE                              | 펜숍(PENSHOPPE)                | 의류              | 필리핀        |                                |
| 2022~2024 | 에스티 로더 컴퍼니즈                   | 바비브라운                     | 화장품            | 아시아 퍼시픽 |                                |
| 2022~2024 | 게스홀딩스코리아                       | 게스                           | 의류              | 대한민국      |                                |
| 2022~2024 | LVMH                                   | 아쿠아 디 파르마               | 퍼퓸              | 대한민국      |                                |
| 2024      | 롯데웰푸드                             | 이지프로틴바                   | 체중조절 단백질바 | 대한민국      |                                |
| 2024      | 롯데웰푸드                             | 이지프로틴 고단백질 감자칩     | 스낵              | 대한민국      |                                |
| 2024      | (주)비에스케이코퍼레이션 고디바 코리아 | 고디바                         | 프리미엄 초콜릿   | 대한민국      |                                |
| 2024      | 언더아머코리아(유)                     | 언더아머                       | 스포츠웨어        | 대한민국      |                                |

### 홍보대사
| 연도      | 기업/기관명            | 브랜드명       | 직함                   | 비고   |
| --------- | ---------------------- | -------------- | ---------------------- | ------ |
| 2021~     | Prada S.p.A.           | PRADA          | 브랜드 앰버서더        | [ 73 ] |
| 2022      | Richemont              | Cartier        | 오디오 가이드          | [ 74 ] |
| 2022~2024 | Estee Lauder Companies | BobbiBrown     | 아시아 퍼시픽 앰버서더 | [ 75 ] |
| 2022~2024 | LVMH                   | ACQUA DI PARMA | 한국 앰버서더          | [ 76 ] |

### 팬미팅 일정
| 날짜                             | 도시         | 국가       | 주제                                              | 장소                                             | 관객 수                            |
| -------------------------------- | ------------ | ---------- | ------------------------------------------------- | ------------------------------------------------ | ---------------------------------- |
| 2017년 7월 8일                   | 서울         | 대한민국   | 신인학개론: 夏                                    | 서울 일지아트홀                                  | 통산 250명 with 오승훈, 이유진     |
| 2022년 3월 4일                   |              | 글로벌     | ALWAYS ON NETFLIX 송강                            | The Swoon 공식 유튜브 채널                       | 넷플릭스 최초 글로벌 온라인 팬미팅 |
| 2022년 6월 12일                  | 서울         | 대한민국   | 2022 Song Kang Fanmeeting “강이랑”                | 예스24라이브홀 / Seezn, SIG국내 독점 무료 생중계 | 첫 단독 팬미팅 통산 1,000명        |
| 2023년 2월 11일                  | 서울         | 대한민국   | 2023 SONG KANG ASIA FANMEETING TOUR               | 연세대학교 대강당 / Beyond LIVE                  | 통산 1,600명                       |
| 2023년 2월 14일(2회)             | 요코하마     | 일본       | 2023 SONG KANG ASIA FANMEETING TOUR               | 파시피코 요코하마 국립 대홀                      | 통산 9,000명                       |
| 2023년 2월 18일~2월 19일(이틀간) | 오사카       | 일본       | 2023 SONG KANG ASIA FANMEETING TOUR               | 그랜드 큐브 오사카                               | 통산 4,000명                       |
| 2023년 2월 22일                  | 자카르타     | 인도네시아 | 2023 SONG KANG ASIA FANMEETING TOUR               | THE KASABLANKA HALL                              | 공연 취소                          |
| 2023년 2월 25일                  | 쿠알라룸푸르 | 말레이시아 | 2023 SONG KANG ASIA FANMEETING TOUR               | MENARA PGRM                                      | 공연 취소                          |
| 2023년 3월 8일                   | 싱가포르     | 싱가포르   | 2023 SONG KANG ASIA FANMEETING TOUR               | The Star Theatre                                 | 공연 취소                          |
| 2023년 3월 12일                  | 방콕         | 태국       | 2023 SONG KANG ASIA FANMEETING TOUR               | 방콕 썬더 돔                                     | 공연 취소                          |
| 2023년 3월 5일                   | 마닐라       | 필리핀     | SONG KANG FUN MEET IN MANILA                      | Araneta Coliseum / WilbrosLive                   |                                    |
| 2023년 9월 18일(2회)             | 도쿄         | 일본       | SONG KANG 2023 FANMEETING IN JAPAN “BE YOUR SIDE” | NHK HALL                                         | 통산 6,000명                       |

## 수상 및 후보 목록
| 연도 | 시상식                      | 부문                                                | 작품                    | 결과 | 비고   |
| ---- | --------------------------- | --------------------------------------------------- | ----------------------- | ---- | ------ |
| 2018 | SBS 연예대상                | 남자 신인상                                         | 미추리 8-1000, 인기가요 | 후보 | [ 83 ] |
| 2021 | 2021 브랜드 고객충성도 대상 | 남자배우 라이징스타                                 |                         | 수상 | [ 84 ] |
| 2021 | 제57회 백상예술대상         | TV부문 남자 신인연기상                              | 스위트홈                | 후보 | [ 85 ] |
| 2021 | 연중 라이브                 | 2021 NEW 슈퍼스타                                   |                         | 수상 | [ 86 ] |
| 2021 | 2021 뉴시스 한류엑스포      | 서울관광재단 대표이사상                             |                         | 수상 | [ 87 ] |
| 2021 | 제3회 아시아콘텐츠어워즈    | 남자 신인상                                         | 나빌레라                | 후보 | [ 88 ] |
| 2021 | 제3회 아시아콘텐츠어워즈    | 인기상(ACA 액셀런스 어워드상)                       | 스위트홈, 나빌레라      | 수상 | [ 88 ] |
| 2023 | SBS 연기대상                | 미니시리즈 멜로·로맨틱코미디 부문 남자 최우수연기상 | 마이데몬                | 수상 | [ 89 ] |
| 2023 | SBS 연기대상                | 베스트 커플상 (with 김유정)                         | 마이데몬                | 수상 | [ 90 ] |

### 내용주
1. ↑  제22회 부천국제판타스틱영화제 초청 상영작.

### 참조주
1. ↑  나무위키에는 무종교라고 적혀져 있지만 사실이 아니라고 본인이 2024년 6월 30일 인스타 피드에서 밝혔다.
2. 1 2 3  이예지 (2020년 3월 31일). “올해 기대주 송강에게 연기란?”. W Korea. 2024년 5월 5일에 확인함.
3. ↑  전효진 (2017년 4월 8일). “[루키인터뷰: 얘 어때?②] 송강, 수많은 아이돌 캐스팅 뿌리치고 배우가 된 이유”. 스포츠동아. 2021년 8월 28일에 원본 문서에서 보존된 문서. 2019년 8월 23일에 확인함.
4. ↑  “How Song Kang became the 'son of Netflix'”. 《South China Morning Post》. 2021년 6월 22일. 2022년 2월 24일에 원본 문서에서 보존된 문서. 2022년 2월 24일에 확인함.
5. ↑  박진영 (2021년 8월 26일). “송강, 기계체조 선수 父에 물려받은 환상적 피지컬…어깨만 55cm”. 조이뉴스24. 2024년 5월 5일에 확인함.
6. ↑  이나영 (2023년 3월 20일). “송강, '스위트홈2' 촬영 비화 "재밌기보단 무서웠던 에피소드 많아"”. 엑스포츠뉴스. 2024년 5월 5일에 확인함.
7. ↑  문승희 (2018년 6월 30일). “스물다섯 살 배우 송강의 원더월드 속으로-<1>”. THE STAR. 2024년 5월 5일에 확인함.
8. 1 2 3 4  민경원 (2019년 8월 29일). “3년차 신인이 경쟁률 900:1 뚫고 시청자 ‘좋알람’ 울린 비결은”. 중앙일보. 2024년 5월 5일에 확인함.
9. ↑  이다원 (2019년 9월 4일). “송강 “스타 되고파 시작한 연기, 이젠 진짜 배우 될래요” [인터뷰]”. 스포츠경향. 2024년 5월 5일에 확인함.
10. ↑  문지연 (2019년 8월 26일). “[인터뷰④] '좋알람' 송강 "데뷔 3년차 조급함..'만찢남'은 과분하죠"”. 스포츠조선. 2024년 5월 5일에 확인함.
11. ↑  김수경 (2017년 3월 15일). “송강, ‘그녀는 거짓말을 너무 사랑해’로 데뷔...'조이 짝사랑남'”. 텐아시아. 2024년 5월 5일에 확인함.
12. ↑  고승아 (2018년 2월 17일). “신예 송강, '인기가요' 새 MC 발탁…종횡무진 대세행보”. 헤럴드POP. 2024년 5월 5일에 확인함.
13. ↑  우빈 (2018년 10월 28일). “송강, '인기가요' 하차 "호흡 맞춰준 채연·민규에 감사"”. 텐아시아. 2024년 5월 5일에 확인함.
14. ↑  홍세영 (2018년 2월 12일). “신예 송강, 웹드라마 ‘뷰티풀 뱀파이어’ 男주인공 확정 [공식입장]”. 스포츠동아. 2024년 5월 5일에 확인함.
15. ↑  양소영 (2018년 4월 1일). “`독립영화관` 정연주·송강 주연 `뷰티풀 뱀파이어` 방영”. 매일경제. 2024년 5월 5일에 확인함.
16. ↑  김나희 (2019년 2월 15일). “송강, ‘악마가 너의 이름을 부를 때’ 캐스팅..정경호 어시스턴트 役 [공식입장]”. OSEN. 2024년 5월 5일에 확인함.
17. ↑  안이슬 (2019년 8월 27일). “송강, 아주 사적인 이야기 #좋알람 #집돌이 #디카프리오 #미추리 [인터뷰 종합]”. TV리포트. 2024년 5월 5일에 확인함.
18. ↑  조지영 (2019년 8월 20일). “'좋아하면울리는' 송강 "900대1 경쟁률 꺾고 캐스팅, 자신있었다"”. 스포츠조선. 2024년 5월 5일에 확인함.
19. ↑  안희정 (2019년 8월 20일). “'좋아하면 울리는' 넷플릭스 데뷔…웹툰 드라마 왜 인기있나”. ZDNET Korea. 2024년 5월 5일에 확인함.
20. ↑  정희연 (2019년 8월 20일). “‘좋아하면 울리는’ 감독이 김소현·정가람·송강을 캐스팅한 이유”. 스포츠동아. 2024년 5월 5일에 확인함.
21. ↑  박수인 (2019년 4월 5일). “송강 측 “‘스위트홈’ 제안받고 검토중” 이응복PD 만날까(공식입장)”. 뉴스엔. 2024년 5월 5일에 확인함.
22. ↑  이주현 (2020년 12월 19일). “'스위트홈' 송강 - “짝짝이 양말은 내 아이디어””. 씨네21. 2024년 5월 5일에 확인함.
23. ↑  양소영 (2020년 12월 28일). “[인터뷰①] `스위트홈` 송강 "300억 대작 주인공, 부담됐다"”. 매일경제. 2024년 5월 5일에 확인함.
24. ↑  박민지 (2020년 12월 25일). “‘스위트홈’ 현수는 왜 양말을 짝짝이로 신었을까[인터뷰]”. 국민일보. 2024년 5월 5일에 확인함.
25. ↑  남혜연 (2021년 1월 8일). “"배우 송강의 시대가 열렸다" 세계 팬들까지 접수한 독보적 매력[★화보]”. 스포츠서울. 2024년 5월 5일에 확인함.
26. ↑  이마루 (2021년 1월 28일). “어딜가든 송강”. ELLE. 2024년 5월 5일에 확인함.
27. ↑  《배우 송강이 애정하는 '짤'을 아시나요? (TMI interview with Songkang)》. GQ KOREA. 2021년 5월 31일. 2024년 5월 5일에 확인함.
28. ↑  홍세영 (2021년 1월 20일). “넷플릭스 “‘스위트홈’ 2200만 시청…국경·언어 뛰어넘었다” [공식]”. 스포츠동아. 2024년 5월 5일에 확인함.
29. ↑  강민경 (2020년 12월 16일). “'스위트홈' 이응복 감독 "송강, 우연치 않게 캐스팅..감정 좋았다"”. 스타뉴스. 2024년 5월 5일에 확인함.
30. ↑  이민지 (2020년 12월 22일). “‘스위트홈’ 송강 “넷플릭스의 아들? 너무 감사한 일””. 뉴스엔. 2024년 5월 5일에 확인함.
31. ↑  문지연 (2020년 11월 9일). “[공식] 박인환·송강·나문희·홍승희, tvN '나빌레라' 캐스팅 확정”. 스포츠서울. 2024년 5월 5일에 확인함.
32. ↑  이현주 (2021년 3월 8일). “'나빌레라' 송강 "발레리노 첫 도전 연습하고 또 연습했다"”. 뉴시스. 2024년 5월 5일에 확인함.
33. ↑  한수 (2021년 3월 9일). “[퍼스널리티] 송강, 소년에서 청년으로 가는 길”. 아이즈 ize. 2024년 5월 5일에 확인함.
34. ↑  박서 (2021년 4월 9일). “박인환X송강'나빌레라' 연출-대본-내공 열연까지..만장일치 퍼펙트 찬사”. 헤럴드POP. 2024년 5월 5일에 확인함.
35. ↑  양소영 (2021년 3월 8일). “'좋아하면 울리는' 송강 "시즌2에서 눈물 많이 흘려"”. 매일경제. 2024년 5월 5일에 확인함.
36. ↑  김예은 (2021년 3월 18일). “'알고있지만' 송강X한소희, 비주얼 커플 탄생…6월 첫 방송 [공식입장]”. 엑스포츠뉴스. 2024년 5월 5일에 확인함.
37. ↑  “'알고있지만' 송강, 반향에 감사 "사랑" 모르고 자란 주인공에 비애의 감정도 [한국 TIMES Vol.27 / 인터뷰]”. 오리콘 뉴스. 2021년 10월 21일. 2024년 5월 5일에 확인함.
38. ↑  “미남! 한국드라마 '알고있지만' 송강에게 빠지는 사람 속출”. 시네마투데이. 2021년 7월 17일. 2024년 5월 5일에 확인함.
39. ↑  김종은 (2021년 8월 22일). “시청률 말곤 아쉬울 게 없었던 ‘알고있지만’ [종영기획]”. 티브이데일리. 2024년 5월 5일에 확인함.
40. ↑  이혜미 (2021년 8월 19일). “지표로 증명한 송강의 진가”. TV리포트. 2024년 5월 5일에 확인함.
41. ↑  정빛 (2022년 4월 4일). “송강, '기상청' 종영 소감…"좋은 메시지로 남았으면, 힘들지만 알찬 현장"”. 스포츠조선. 2024년 5월 6일에 확인함.
42. ↑  황소영 (2023년 1월 18일). “[단독] 김유정·송강, '마이데몬'으로 만난다‥최강 비주얼 맛집(종합)”. JTBC. 2024년 5월 6일에 확인함.
43. ↑  최희재 (2023년 11월 23일). “'마이 데몬' 송강, 마성의 비주얼…'완전무결' 악마 변신”. 이데일리. 2024년 5월 6일에 확인함.
44. ↑  정승민 (2023년 11월 23일). “송강 "마이 데몬 악마? 최상의 자기애...부끄러워 귀 빨개지기도"”. MHN스포츠. 2024년 5월 6일에 확인함.
45. ↑  정소희 (2023년 11월 29일). “[조이TV]'마이데몬' 악마 연기위해 10kg 감량한 송강 "거울 보며 나르시시즘 느껴"”. 조이뉴스24. 2024년 5월 6일에 확인함.
46. ↑  김채연 (2024년 1월 3일). “송강♥︎김유정 ‘마이 데몬’ 4주 연속 화제성 1위..미스터리 떡밥의 비밀은?”. OSEN. 2024년 5월 6일에 확인함.
47. ↑  김지혜 (2024년 1월 3일). “‘마이 데몬’ 3주 연속 화제성 1위.. 김유정X송강 애틋 로맨스”. 일간스포츠. 2024년 5월 6일에 확인함.
48. ↑  백지영 (2023년 12월 6일). “김유정X송강 '마이 데몬' 넷플릭스 전세계 2위, '스위트홈' 4위”. 디지털데일리. 2024년 5월 6일에 확인함.
49. ↑  김예솔 (2023년 12월 30일). “"힘든지 몰랐다" 김유정, 송강 불참 속 홀로 커플상→눈물의 수상소감까지 ('SBS연기대상') [Oh!쎈 포인트]”. OSEN. 2024년 5월 6일에 확인함.
50. ↑  강선애 (2023년 12월 13일). “[스브수다] 송강, 전세계를 홀린 '괴물'의 성”. SBS연예뉴스. 2024년 5월 6일에 확인함.
51. ↑  노한빈 (2023년 11월 30일). “송강 "'스위트홈2' 軍입대 전 마지막 작품…좋은 모습으로 다녀오겠다"”. 마이데일리. 2024년 5월 6일에 확인함.
52. ↑  윤효정 (2023년 12월 5일). “'스위트홈2' 송강 "곧 입대, 군 공백기 불안하지 않아요" [N인터뷰]③”. 뉴스1. 2024년 5월 6일에 확인함.
53. ↑  김경희 (2023년 12월 6일). “송강 "외모로 부각되지 않으려 더 많은 노력과 준비, 후회 없이 살아왔다 자부" [인터뷰M]”. MBC연예. 2024년 5월 6일에 확인함.
54. ↑  이민지 (2024년 2월 29일). “송강 4월 2일 육군 현역 입대 “성숙한 모습으로 돌아올 것” [전문]”. 뉴스엔. 2024년 5월 6일에 확인함.
55. ↑  박진영 (2024년 4월 2일). “송강, 오늘(2일) 현역 입대 "지금보다 더 행복하게 뵙겠다"”. 조이뉴스24. 2024년 5월 6일에 확인함.
56. ↑  강효진 (2024년 4월 1일). “송강, 입대 전 마지막 편지 "드디어 갑니다, 건강히 다녀올게요"[전문]”. 스포티비뉴스. 2024년 5월 6일에 확인함.
57. ↑  《‘스위트홈’ 차현수! 본체 송강(Song-Kang)에 대해 당신이 몰랐던 몇 가지 사실! by W Koreaea》. W Korea. 2023년 4월 27일. 2024년 5월 6일에 확인함.
58. ↑  양소영 (2020년 12월 28일). “[인터뷰②] `스위트홈` 송강 "넷플릭스 아들? 감사…더 노력할 것"”. 스타투데이. 2024년 5월 7일에 확인함.
59. ↑  유경상 (2019년 3월 21일). “‘진심이닿다’ 송강 특별출연, 꽃미남 큐피드 ‘폭소’ [결정적장면]”. 뉴스엔. 2024년 5월 6일에 확인함.
60. ↑  신영은 (2018년 2월 18일). “‘인기가요’ 오늘(18일) 민규-채연-송강 MC 첫 출격”. 매일경제. 2024년 5월 6일에 확인함.
61. ↑  우빈 (2018년 10월 28일). “송강, '인기가요' 하차 "호흡 맞춰준 채연·민규에 감사"”. 텐아시아. 2024년 5월 6일에 확인함.
62. ↑  김두연 (2018년 5월 10일). “[단독] 송강, '짠내투어' 샌프란시스코 촬영…찬열·써니와 美 상봉”. 스포츠한국. 2024년 5월 6일에 확인함.
63. ↑  박준범 (2018년 9월 27일). “'해피투게더3' 송강 "데뷔 후 걸그룹-배우에게 5번 대시 받아"”. 스포츠서울. 2024년 5월 6일에 확인함.
64. ↑  이이슬 (2019년 8월 27일). “[인터뷰①]'좋아하면 울리는' 송강 "유재석 추천으로 '미추리' 출연"”. 아시아경제. 2024년 5월 6일에 확인함.
65. ↑  고명진 (2019년 2월 16일). “'미추리2' 송강, 더욱 막강해진 특급 예능감+추리력으로 꿀잼 선사”. 헤럴드POP. 2024년 5월 6일에 확인함.
66. ↑  이다원 (2020년 12월 11일). “‘런닝맨’ 이진욱·이시영·송강·이도현, 게스트 출격”. 스포츠경향. 2024년 5월 6일에 확인함.
67. ↑  유지우 (2024년 4월 18일). “'아이랜드2' 송강, 스토리텔러로 등장 "빅뱅, 투애니원 프로듀서 테디 총괄..운명을 바꿀 것은 여러분"(종합)”. 헤럴드POP. 2024년 5월 6일에 확인함.
68. ↑  전효진 (2018년 2월 23일). “송강, ‘인기가요’ MC+‘이옵빠몰까2’ 출연…대세 굳히기”. 스포츠동아. 2024년 5월 6일에 확인함.
69. ↑  이혜미 (2023년 11월 28일). “'살롱드립2' 송강 "'스위트홈2'서 파격노출, 미리 봤는데 괜찮아"[종합]”. TV리포트. 2024년 5월 6일에 확인함.
70. ↑  조혜원 (2017년 7월 18일). “송강-전유림, ‘디에이드’ MV 남녀 주인공으로 발탁! 풋풋한 매력 발산!”. iMBC. 2024년 5월 6일에 확인함.
71. ↑  김해인 (2017년 11월 10일). “수란의 '러브스토리', 송강·박지현 누구?…떠오르는 신예★”. 텐아시아. 2024년 5월 6일에 확인함.
72. ↑  전효진 (2019년 11월 8일). “송강, 바이브 ‘이 번호로 전화해줘’ MV 출연…13일 발매”. 스포츠동아. 2024년 5월 6일에 확인함.
73. ↑  박효실 (2022년 12월 2일). “전신망사 김태리, 어깨깡패 송강 '숨멎' 매력발산 화보공개”. 스포츠서울. 2024년 5월 6일에 확인함.
74. ↑  노경언 (2022년 5월 3일). “까르띠에 <인투 더 와일드> 팝업”. W Korea. 2024년 5월 6일에 확인함.
75. ↑  “브랜드와 찰떡궁합! 전지현, 로제, 송강을 픽한 뷰티 브랜드는 어디?”. BAZAAR. 2022년 9월 13일. 2024년 5월 6일에 확인함.
76. ↑  손봉석 (2023년 4월 26일). “송강, “향을 충분히 더하는 편”[화보]”. 스포츠경향. 2024년 5월 6일에 확인함.
77. ↑  김은정 (2017년 7월 12일). “오승훈X송강X이유진, 생애 첫 팬미팅 '신인학개론' 성료”. 헤럴드POP. 2024년 5월 7일에 확인함.
78. ↑  문지연 (2022년 3월 7일). “송강, 넷플릭스 글로벌 팬미팅 성료..전세계 팬 만난 저력”. 스포츠조선. 2024년 5월 7일에 확인함.
79. ↑  최윤나 (2022년 5월 18일). “seezn, 송강 팬미팅 무료 생중계”. 스포츠동아. 2024년 5월 7일에 확인함.
80. ↑  최윤정 (2023년 2월 13일). “송강, 서울 팬미팅 성료…"강이로웠던 모든 순간"”. 뉴시스. 2024년 5월 7일에 확인함.
81. ↑  연휘선 (2023년 2월 20일). “송강, 열도를 홀린 남자...일본 팬미팅 1만 3천명 운집 [공식]”. OSEN. 2024년 5월 7일에 확인함.
82. ↑  박로사 (2023년 9월 20일). “송강, 눈물의 日 팬미팅 성료 “소중한 기억 감사해””. 일간스포츠. 2024년 5월 7일에 확인함.
83. ↑  이지현 (2018년 12월 28일). “[SBS연예대상]이상윤-강경헌 신인상 수상 "첫 예능, 동료들 덕분"”. 스포츠조선. 2024년 5월 7일에 확인함.
84. ↑  박수인 (2021년 4월 29일). “송강 ‘브랜드 고객충성도 대상’ 라이징스타 부문 수상 ‘대세 입증’”. 뉴스엔. 2024년 5월 7일에 확인함.
85. ↑  김진석·조연경 (2021년 4월 12일). “57회 백상예술대상, TV·영화·연극 부문 최종 후보 공개”. 일간스포츠. 2024년 5월 7일에 확인함.
86. ↑  황혜정 (2021년 9월 3일). “송강 "오늘 밤 '연중 라이브'에서 만나요"”. 뉴시스. 2024년 5월 7일에 확인함.
87. ↑  이재훈 (2021년 9월 16일). “[2021 뉴시스 한류엑스포]송강 "부모님·팬들 감사...앞으로 더 열심히 하겠다"”. 뉴시스. 2024년 5월 7일에 확인함.
88. ↑  조은미 (2021년 10월 8일). “송강, ‘제3회 아시아콘텐츠어워즈’ 인기상 수상.."2021 의미 있는 한 해"”. 헤럴드POP. 2024년 5월 7일에 확인함.
89. ↑  김예솔 (2023년 12월 30일). “"힘든지 몰랐다" 김유정, 송강 불참 속 홀로 커플상→눈물의 수상소감까지 ('SBS연기대상') [Oh!쎈 포인트]”. OSEN. 2024년 5월 7일에 확인함.
90. ↑  최수빈 (2023년 12월 29일). “[SBS 연기대상] '마이 데몬' 김유정♥송강, 베스트 커플상…"팬 분들 감사하다"”. 더팩트. 2024년 5월 7일에 확인함.